# 悔悛するマグダラのマリア (ティツィアーノ、ナポリ)
『悔悛するマグダラのマリア』（かいしゅんするマグダラのマリア、伊: Maddalena penitente、英: Penitent Magdalene）は、イタリア・ルネサンスのヴェネツィア派の巨匠ティツィアーノ・ヴェチェッリオ が1550年ごろ、キャンバス上油彩で制作した絵画で、画家が「マグダラのマリア」の主題で描いた何点もの作品のうちの1点である。本作の保存状態はよいとはいえず、古い修復による補筆が認められるが、多くの研究者はティツィアーノ自身の筆跡を認めている。作品は現在ナポリのカポディモンテ美術館に所蔵されている。

## 作品
「ルカによる福音書」(7章36-8章3) によると、マグダラのマリアはイエス・キリストから7つの悪霊を追い出してもらい、キリストの磔刑と復活に立ち会った人物として『聖書』に登場する。彼女はまた、マルタの妹のマリア、パリサイ人シモンの家でキリストの足に香油を塗ったマリア (「ヨハネによる福音書」、12章1-8) として同一視された。そのため、彼女には瞑想的な苦行者、キリストの復活に立ち会えた選ばれし者、悔悛する罪人といったイメージが重ね合わされるようになった。本作の図像は、マリアがマルセイユに移った後、30年あまり荒野で悔悛の生活を送ったという伝説にもとづいている。 
マグダラのマリアは、中世以降、無数の美術作品の主題に採用されてきた。中世後期においては、もっぱら「キリストの磔刑」図でキリストの足元に悲嘆する姿で描かれたが、中世末からルネサンスにいたって主題のレパートリーも増え、「十字架降架」、「キリストの埋葬」、「キリストの復活」、「ノリ・メ・タンゲレ」などにも登場するようになった。「悔悛する」図像で、マグダラのマリアが頻繁に描かれるようになったのはトリエント公会議以降のことである。
金髪の髪のみを身にまとった姿で表され、暗色の空のみを背景にしている『悔悛するマグダラのマリア』 (パラティーナ美術館、フィレンツェ) と比べると、本作は夕闇の迫る風景を背にすることで空間の奥行きが増している。また、マリアの身体や髪、衣、風景などさまざまなモティーフが見事に描き分けられている。パラティーナ美術館の作品には、香油の壺のみがマリアのアトリビュート (人物を特定する事物) として描かれているのに対し、本作には香油の壺に加えて頭蓋骨と書物も描かれており、悔悛の象徴性が強調されている。本作の図像は、現在サンクトペテルブルクのエルミタージュ美術館にある『悔悛するマグダラのマリア』にきわめて類似している。

## 同主題作
本作の歴史は、ほかの数点の複製とヴァージョンの存在により混乱したものとなっている (「マグダラのマリア」と「ダナエ」はティツィアーノの作品中最も一般的な主題である)。ジョルジョ・ヴァザーリの『画家・彫刻家・建築家列伝』は「悔悛するマグダラのマリア」の数点の複製について触れており、その中で一番古いもの (トリエント公会議以前の唯一の作品) は当時、ウルビーノ公の「衣裳部屋」にあった。この作品は、後の1631年にヴィットーリア・デッラ・ローヴェレの持参金の一部としてフィレンツェにもたらされたもので、マグダラのマリアを裸体で表している前述のパラティーナ美術館の作品である。
ティツィアーノは、1561年にスペイン王フェリペ2世の依頼に応じるため衣服を身に着けている『悔悛するマグダラのマリア』を制作したが、この作品を見てすっかり気に入ってしまったヴェネツィアの貴族が100ドゥカートで作品を購入してしまった。そこで、ただちにティツィアーノは同じ絵画をもう1枚描き、フェリペ2世に送った。この作品は後にイギリスのコレクションに移ったが、火事により焼失してしまった。スペインのエル・エスコリアル修道院にはルカ・ジョルダーノによる複製が現存している。
1560年代前半にティツィアーノは、さらに上述のエルミタージュ美術館にある『悔悛するマグダラのマリア』を描いた。1567年にはもう1枚のヴァージョンが制作された。この作品はアレッサンドロ・ファルネーゼ枢機卿に送られたが、後に教皇ピウス5世の手に渡った。19世紀の美術史家のジョヴァンニ・カヴァルカセッレとジョゼフ・クロウは現在ナポリのカポディモンテ美術館にある本作を1567年の作品であると特定し、その見解は多くの研究者に受け継がれることになった。しかし、本作は、現在では1547年にファルネーゼ枢機卿に送られたヴァージョンであるという考えもある。

## ティツィアーノのマグダラのマリア

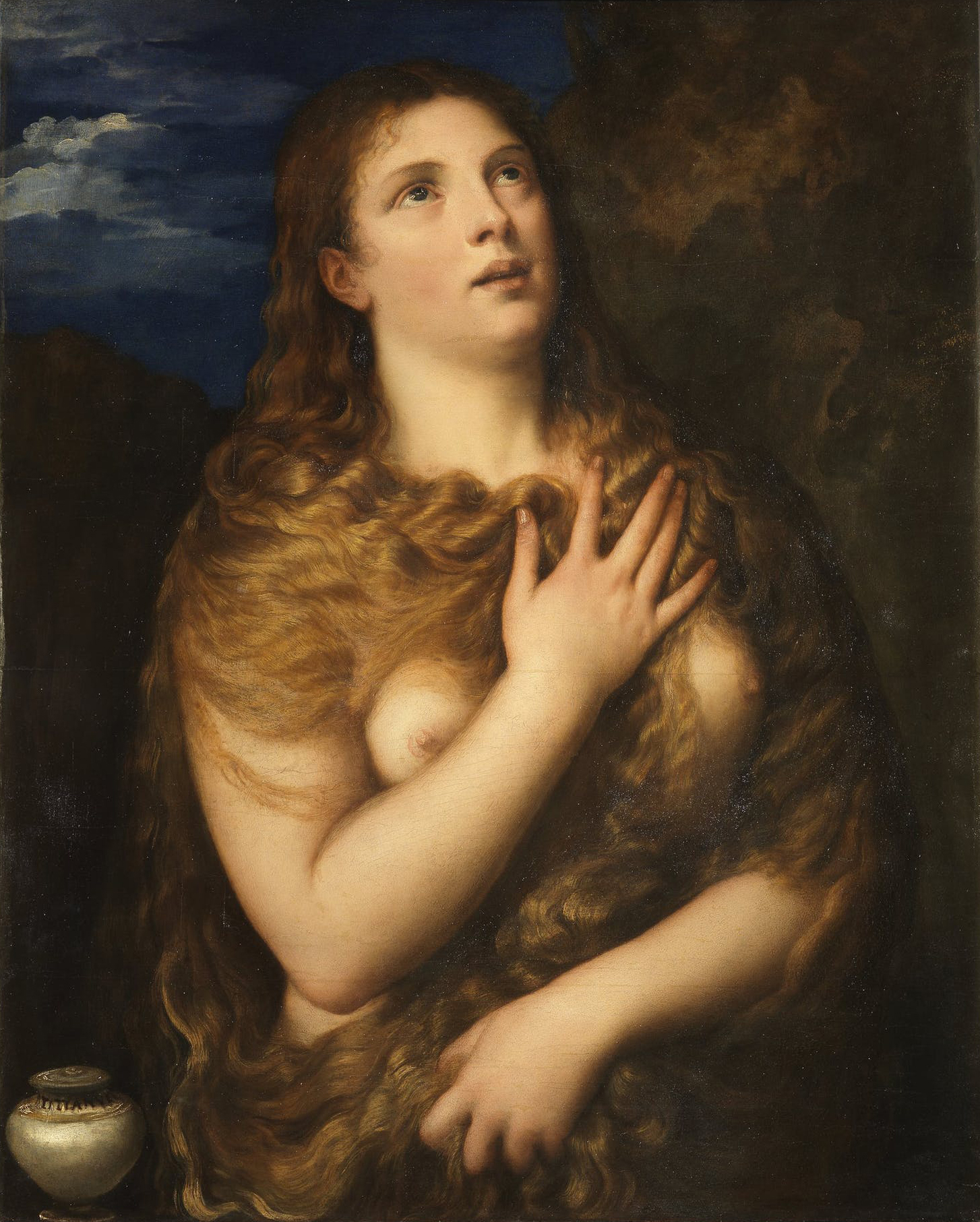
『悔悛するマグダラのマリア』(1533年頃)、パラティーナ美術館 （フィレンツェ）
『悔悛するマグダラのマリア』(1565年頃)、エルミタージュ美術館 （サンクトペテルブルク）

## 歴史
ローマのファルネーゼ宮殿の1644年と1653年の目録には本作が記載され、ティツィアーノに帰属されている。以後、作品はパルマに移され、1680年にジャルディーノ宮殿で、その後、ピロッタ宮殿で記録された (どちらもファルネーゼ家の住居)。ピロッタ宮殿に所蔵されていた時、作品は、1725年にリチャードソンによって出版された、パルマにあった最も著名な作品の『記述』 (Descrizionoe) で言及された。
1734年、本作『悔悛するマグダラのマリア』とファルネーゼ家のコレクションは、一家の最後の遺産相続者エリザベッタ・ファルネーゼと彼女の息子カルロス3世に継承された後すぐにナポリに移された。1765年まで、本作はカポディモンテ宮殿にあったことが記録され、1783年に宮殿に戻されるまでナポリ王宮の部屋に移された。1799年、パルテノペア共和国が宣言されると、フランス軍はカポディモンテ宮殿 (当時はファルネーゼ家のコレクションのみを展示していた) から『悔悛するマグダラのマリア』を含約300点の絵画を略奪した。1800年に、両シチリア王フェルディナンド1世は、使者のドメニコ・ヴェヌーティにナポリから奪われた全作品を取り戻すよう命じた。翌年、ヴェヌーティは『悔悛するマグダラのマリア』と『アレッサンドロ・ファルネーゼ枢機卿の肖像』をなんとか見つけ出した。前者は、フランスがイタリアで略奪した他の作品とともにパリに運ぶため、ローマのサン・ルイジ・デイ・フランチェージ教会の倉庫に置かれていた状態で見つかった
『悔悛するマグダラのマリア』は一時的にナポリのフランカヴィラ宮殿に掛けられていた。しかし、フランスが1806年にナポリ王国を創立すると、フェルディナンド3世はパレルモに逃げることを余儀なくされ、敵の手に渡らないよう、ティツィアーノの『悔悛するマグダラのマリア』、『教皇パウルス3世の肖像』、『教皇パウルス3世とその孫たち』と『ダナエ』をパレルモに携行していった。1815年に、ブルボン家が再興されると、本作はカポディモンテ宮殿に戻された。